# La llegenda de Muhlenberg
La llegenda de Muhlenberg és una llegenda urbana dels Estats Units i Alemanya. Segons la llegenda, el vot únic de Frederick Muhlenberg, el primer Ponent de la Cambra de Representants dels Estats Units, va impedir que la llengua alemanya es convertís en un idioma oficial dels Estats Units. La història té una llarga història i ha estat explicada en diverses variacions, que es poden basar en part en fets reals. Els Estats Units, però, no tenen una llengua oficial legal; L'anglès s'ha utilitzat de manera de facto per la seva condició de llengua predominant del país. De vegades, diversos estats han aprovat les seves pròpies lleis oficials.

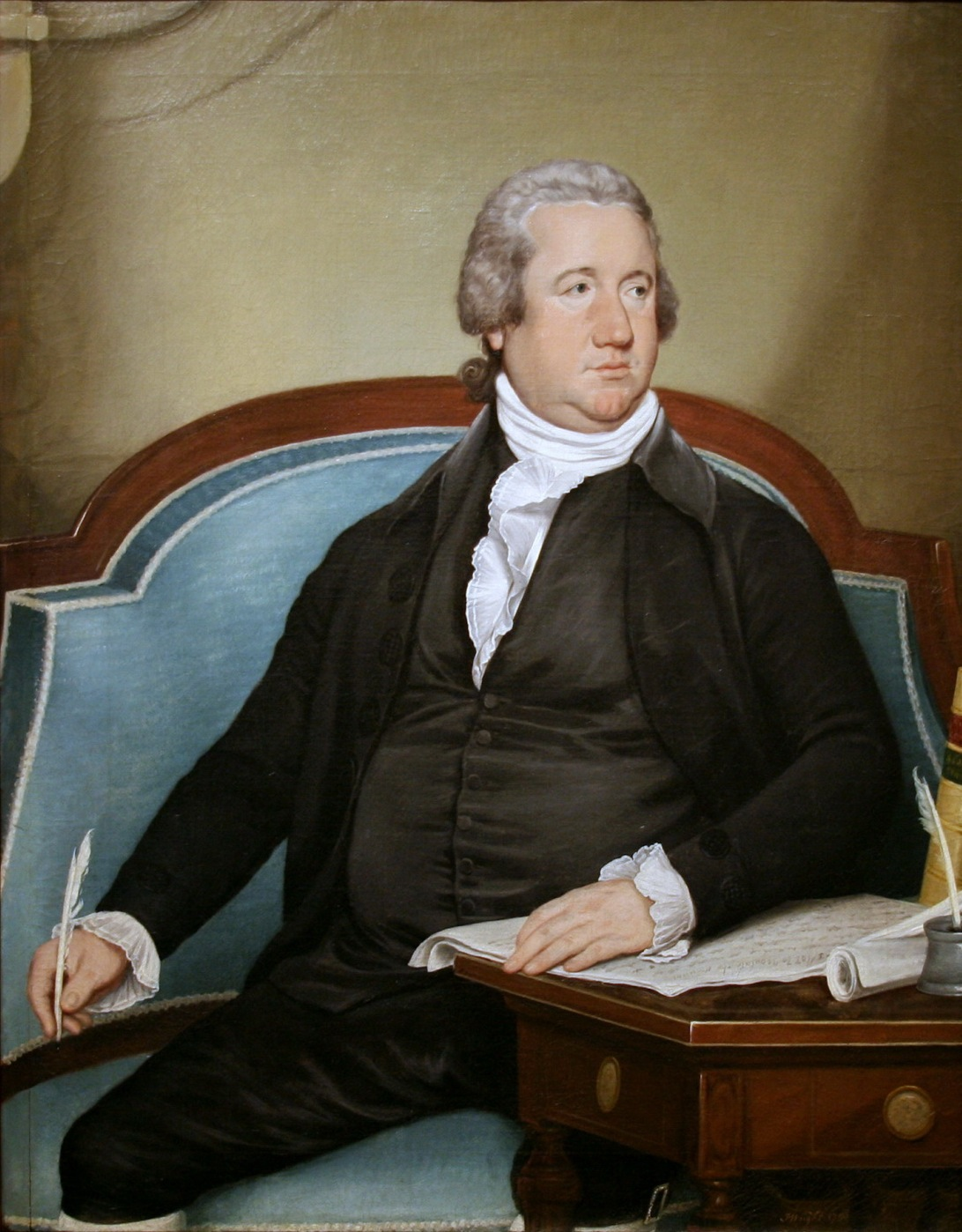
Frederick Muhlenberg, primer president de la Cambra de Representants dels Estats Units, que no va emetre cap vot decisiu el 1794, 1776, ni cap altre any, per evitar que l'alemany esdevingués la llengua oficial dels Estats Units.

## Història i base de la llegenda

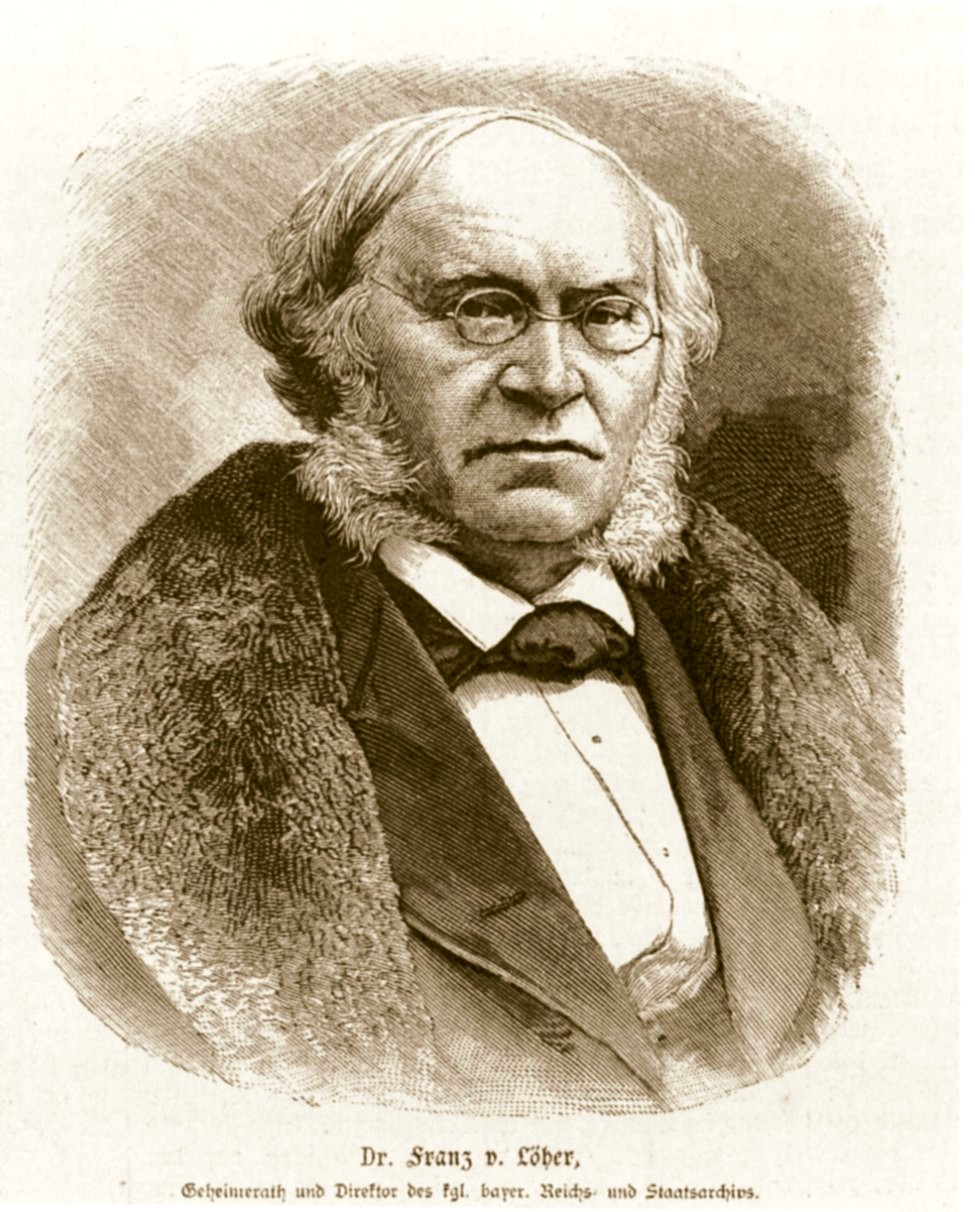
Franz Löher, el llibre alemany del 1847 incloïa una versió inicial de la història.

Hi ha diverses versions de la història. Una font de la llegenda pot ser una votació a la Cambra dels Representants dels Estats Units el 1794, després que un grup d'immigrants alemanys sol·licités la traducció d'algunes lleis a l'alemany. La Cambra de Representants va debatre la petició, però no es va dur a terme. Una votació per ajornar i replantejar-la després va ser derrotada 42 a 41.
Un altre versio de la llegenda de Muhlenberg hi va haver una proposta de llei per introduir l'alemany com a llengua oficial de Pennsilvània en l'època de la fundació dels Estats Units d'Amèrica. La llei no va ser admesa, per un únic vot, concretament per l'oposició del germano-americà Muhlenberg. Els Muhlenberg eren una família d'origen alemany molt coneguda a la política nord-americana. Per això, es va relacionar la llegenda amb el portaveu de la cambra dels representants Frederick Muhlenberg (1750-1801). El seu germà, el general Peter Muhlenberg (1746-1807) hi jugar també un paper important.

## Antecedents
El rumor va sorgir el 1840 i va ser difós àmpliament a través de la publicació del llibre de Franz von Löhers Geschichte und Zustände der Deutschen in Amerika (Història i situació dels alemanys a Amèrica) el 1847. Löher hi descriu que en una votació sobre si l'alemany havia d'esdevenir llengua oficial de Pennsilvània hi va haver un empat de vots. El portaveu de la cambra, un Muhlenberg, va decidir amb el seu vot a favor de l'anglès. Segons la llegenda, hauria dit: "Com més ràpid els alemanys es facin americans, millor".
Els Estats Units van néixer de colònies angleses a Amèrica. La llengua judicial i de l'administració era l'anglès. L'alemany i d'altres llengües s'utilitzaven sovint en l'àmbit privat i en cerimònies religioses. A Pennsilvània, una tercera part dels immigrants eren de parla alemanya i, al conjunt dels país, n'eren gairebé un 9%. Mai hi havia hagut una votació sobre la llengua oficial als Estats Units o als estats federats. Els Estats Units fins avui no han implantat cap llengua oficial i en conseqüència és un dels pocs països del món sense llengua oficial de iure (per bé que l'anglès funciona de facto com a llengua oficial). Cal notar que recentment uns quants estats federats han definit l'anglès com a llengua oficial.
Von Löher no té fonts per a la seva història. La cambra havia de ser l'assemblea de Pennsilvània amb la seu a Filadèlfia. A Filadèlfia es trobava també el congrés federal entre el 1790 i 1800. De quin Muhlenberg es tractava, no ha estat dit. Frederick Muhlenberg (1750-1801) va ser membre i portaveu de l'assemblea de Pennsilvània entre el 1780 i el 1783, president de la convenció pennsilvaniana per la ratificació de la constitució federal així com, entre el 1789 i el 1797, membre de la cambra dels representants al congrés federal, portaveu de la cambra dels representants entre el 1789 i 1791 i una altra vegada entre el 1793 i el 1795.

## Rerefons
Els immigrants alemanys de Virgínia van enviar una petició a la Cambra de Representants dels Estats Units el 9 de gener de 1794,exigint que alguns o la totalitat de textos legals també fossin publicats en alemany en el futur, per facilitar la comprensió de les lleis de la seva nova llar als alemanys, que no parlaven anglès. La petició es va negociar en un comitè que primer estava format pels diputats Preston de Virgínia i Hiester i Peter Muhlenberg de Pennsilvània, després Moore de Virgínia, Baldwin de Geòrgia i Hiester.
La petició es va negociar en un comitè que primer estava format pels parlamentaris Preston de Virgínia i Hiester i Peter Muhlenberg de Pennsilvània, després Moore de Virgínia, Baldwin de Geòrgia i Hiester. El procés i el resultat de la decisió es descriuen de manera diferent: la sol·licitud va ser rebutjada directament o remesa al comitè principal, que la va rebutjar amb 42 a 41 vots. Frederick Muhlenberg, el President de la Cambra de Representants, no va participar en la votació, es va abstenir o va emetre el vot decisiu 42e.